# 김호준 (축구인)
김호준(한국 한자: 金鎬浚, 1984년 6월 21일 ~ )은 대한민국의 전 축구 선수이다. 현역 시절 포지션은 골키퍼였다.

## 개요
강원도 태백시 출생으로 강릉농업고등학교, 고려대학교를 중퇴했다. 승부차기에서 신들린 선방을 보여 주어 '승부차기 스페셜리스트'라는 별명을 얻었다.

## 클럽 경력
2005년 FC 서울에 입단하여 K리그에 데뷔했으나, 3년 동안 하우젠 컵을 포함하여 3경기를 뛰는데 그쳤다. 그러나 2008년 FC 서울의 주전 골키퍼로 성장하여 칠레와의 A매치 경기에서 허리 부상을 입어 시즌 초반 아웃된 김병지의 빈 자리를 채웠고, 그 해 리그에서 24경기를 뛰며 경기 출전횟수를 늘렸으며, 2008년 K리그 준우승에 공헌하였다.
2010 K-리그를 앞두고 FC 서울에 김용대가 영입되자 2010년 2월 23일 제주 유나이티드로 이적하여 주전 골키퍼로 활약하여 2010년 제주 유나이티드의 K리그 준우승에 공헌하였다.
K리그 2011 시즌 후 군 복무를 위해 상주 상무에 입대하였다. 2013년 상주 상무의 K리그 챌린지 첫 우승과 더불어 팀의 K리그 클래식 승격에 큰 공헌을 하였다.
상주 상무에서 전역하여, 팀에 복귀하였고, 2014시즌을 앞두고 팀의 새 주장에 선임되었다.
2017시즌 후, 자유계약으로 풀린 김호준은 2018시즌을 앞두고 자신의 고향팀인 강원 FC로 이적했다.
2020시즌을 앞두고 부산 아이파크에 입단했다.
2020 시즌 후, 부산과 계약이 만료된 김호준은 이적시장 마감을 앞두고 부천 FC에 입단하였다.
2022 시즌을 끝으로 현역 은퇴를 발표하였으며 2022년 10월 15일 전남과의 홈 경기에서 은퇴식을 치뤘다.

## 국가 대표 생활
2003년 U-20 월드컵 명단에 포함된 이후로, 아직 A매치에 출전한 경력은 없다. 2010년 12월 7일에 발표한 2011년 AFC 아시안컵 예비 명단에 포함되었지만 최종 명단에는 탈락하였다.

## 플레이 스타일
안정적인 필드 골 방어능력과 빠른 판단 능력에서 아직 부족한 모습을 보이지만, 상대의 방향을 완벽하게 읽어 내며 페널티킥을 선방하는 능력만큼은 경이적인 모습을 보여준다.

## 경력

### 선수 경력
- 2005년 ~ 2009년  FC 서울
- 2010년 ~ 2011년  제주 유나이티드 FC
- 2012년 ~ 2013년  상주 상무 (군복무)
- 2014년 ~ 2017년  제주 유나이티드 FC
- 2018년 ~ 2019년  강원 FC
- 2020년  부산 아이파크
- 2021년 ~ 2022년  부천 FC 1995

## 수상

### 클럽

#### FC 서울
- K리그 준우승 1회 (2008년)
- 하우젠 컵 우승 1회 (2006년)
- 하우젠 컵 준우승 1회 (2007년)

#### 제주 유나이티드 FC
- K리그 준우승 1회 (2010년)